# Karous
Karous (jap.: カラス, karasu) ist ein vom japanischen Unternehmen Milestone entwickeltes Shoot'em Up für die Spielkonsole SEGA Dreamcast und deren Spielhallen-Pendant NAOMI. Es ist das letzte Dreamcast-Spiel, das offiziell von SEGA lizenziert wurde. Bei Karous handelt es sich um einen Vertikal-Shooter, der dem 2006 veröffentlichten Radilgy (ebenfalls von Milestone) ähnelt.
In dem Anfang 2008 veröffentlichten Wii-Spiel Ultimate Shooting Collection war Karous zusammen mit Radilgy und Chaos Field enthalten.

## Spielprinzip
In Karous kommt eine Cel-Shading-Grafik zum Einsatz. Durch die Verwendung von dunklen Farbtönen versucht Milestone eine bedrückende Atmosphäre zu erzeugen.
Die Schilde und die Stärke der Schüsse kann mithilfe von Items, die besiegte Gegner hinterlassen, aufgerüstet werden.

## Bewertungen
Die japanische Zeitschrift Famitsu vergab 25 von 40 möglichen Punkten. Das Edge-Magazin bewertete Karous mit 6 von 10 Punkten. Die Dreamcast-Fangemeinde nahm das Spiel sehr positiv auf.